# او-۱۲۳ (کریگس‌مارینه)
او-۱۲۳ (به آلمانی: U-123) یک او-بوت بود که طول آن ۷۶٫۵ متر (۲۵۱ فوت) بود. این زیردریایی در سال ۱۹۴۰ ساخته شد.

## تاریخچه عملیاتی
او-۱۲۳ به فرماندهی ناوسروان راینهارت هاردگن با غرق کردن کشتی بخار ۹٬۰۷۶ تنی بریتانیایی سایکلوپس در سپیده‌دم روز ۱۲ ژانویه سال ۱۹۴۲ در نزدیکی دماغه سِیبل در نووا اسکوشا، نخستین ضربه عملیات پاوکنشلاک در آب‌های ایالات متحده را وارد کرد. این کشتی از خاور دور راهی هالیفاکس بود. خدمه ابتدا شناور را ترک کردند اما پس از مشاهده این که کشتی پس از چند ساعت هنوز غرق نشده است دوباره به آن بازگشتند. او-۱۲۳ نیم ساعت بعد با شلیک یک اژدر دیگر تیر خلاص را به کشتی بریتانیایی زد. سایکلوپس این بار در عرض پنج دقیقه شد. در این حادثه ۸۷ سرنشین کشتی از جمله ۴۶ مسافر چینی کشته شدند.